# Larry Elmore
Larry Elmore (Louisville, 5 agosto 1948) è un disegnatore e fumettista statunitense.

## Biografia
Larry Elmore crebbe in un casolare del Kentucky non molto rurale. Anche se a quel tempo l'arte fantasy non era un corso di studi, Larry sapeva di voler lavorare in un campo differente dalla norma offerta dall'Università del Kentucky. Sono stati i celti e l'influenza celtica a condurlo nella grafica fantasy. Nel 1971 conseguì la laurea di primo livello in belle arti, si sposò e venne richiamato nell'esercito, tutto in quattro mesi. Dopo il congedo nel 1973, Larry iniziò la sua carriera nell'arte, lavorando come illustratore per il governo degli Stati Uniti. Alla fine degli anni settanta è stato per la prima volta pubblicato commercialmente nelle riviste National Lampoon e Heavy Metal.
Nel 1981 si è trasferì a Lake Geneva, nel Wisconsin, per diventare copertinista per la TSR (casa editrice del gioco di ruolo fantasy Dungeons & Dragons). Mentre era alla TSR, Larry giocò un ruolo chiave nello sviluppare un aspetto grafico completamente nuovo per i prodotti – un look che è stato esportato nel resto dell'industria dei giochi di ruolo. Grazie a questo, Larry è uno degli artisti più conosciuti in questa industria; le sue copertine nella serie Dragonlance hanno aiutato queste opere ad entrare nella classifica dei bestseller. Oltre alle creazione di copertine per Dungeons & Dragons, Advanced Dungeons & Dragons e altri manuali di gioco, potrebbe essere meglio conosciuto per i suoi lavori nel mondo di Dragonlance. Fin dal 1987 lavora come illustratore freelance, creando copertine per fumetti, videogiochi, riviste, libri di narrativa fantasy e di fantascienza. Ha realizzato diverse illustrazioni per il gioco di carte collezionabili Magic: l'Adunanza. Ha anche creato una propria serie di fumetti, SnarfQuest, pubblicata nella rivista Dragon. Recentemente ha illustrato la scatola del MMORPG Everquest.
Larry Elmore vive attualmente a Leitchfield, Kentucky, con sua moglie Betty e due bambini, Jennifer e Jeremy. Ogni anno presenzia a numerose convention di fiction fantasy e fantascientifica che si tengono negli Stati Uniti e, in qualche occasione, in Europa. I suoi  dipinti sono stati acquistati da collezionisti di tutte le parti degli Stati Uniti, e in Europa.

## Illustrazioni per Magic: l'Adunanza
Di seguito la lista delle illustrazioni realizzate per Magic: l'Adunanza:
- Invasione
  - Might Weaver (Tessitore di Forza)
  - Thornscape Master (Maestro Spinologo)
- Settima Edizione
  - Lure (Richiamo)
  - Mana Clash (Contesa di Magia)
  - Swamp (Palude)

- Odissea
  - Childhood Horror (Orrore dell'Infanzia)
  - Forest (Foresta)
  - Island (Isola)
  - Mystic Penitent (Penitente Mistico)
  - Seafloor Debris (Detriti del Fondale)